# Lucius Cuspius Camerinus
Lucius Cuspius Camerinus war ein im 2. Jahrhundert n. Chr. lebender römischer Politiker.
Durch Militärdiplome, die z. T. auf den 1. Juli 126 datiert sind, ist belegt, dass Camerinus 126 zusammen mit Gaius Saenius Severus Suffektkonsul war. Lucius Cuspius Pactumeius Rufinus, ordentlicher Konsul im Jahr 142, war vermutlich sein Sohn.